# Belgrano Cargas
Belgrano Cargas é uma companhia ferroviária argentina.

## História
Criada em 16 de novembro de 1999, possuía seguinte composição acionária: 51% da Union Ferroviaria (maior sindicato ferroviário argentino), 48% da cooperativa industrial Laguna Paiva e 1% do governo argentino. 
Após vários problemas com a concessão, decidiu-se reprivatizá-la passando 79% das ações a inicitiva privada, 20% para a Union Ferroviária e 1% pertencente ao governo argentino.
Opera o transporte de cargas nos 10.841 km de extensão em bitola métrica do Ferrocarril General Manuel Belgrano ligando as províncias de Buenos Aires, Santa Fe, Córdoba, Mendoza, Santiago del Estero, San Juan, La Rioja, Catamarca, Tucumán, Chaco, Formosa, Salta e Jujuy..